# Walter Weiler
Walter Weiler (Winterthur, 4 dicembre 1903 – Berna, 4 maggio 1945) è stato un calciatore svizzero, di ruolo difensore.

## Palmarès

### Club

#### Competizioni nazionali
- Campionato svizzero: 7

Grasshoppers: 1926-1927, 1927-1928, 1930-1931, 1936-1937, 1938-1939, 1941-1942, 1942-1943
- Coppa Svizzera: 8

Grasshoppers: 1926-1927, 1931-1932, 1933-1934, 1936-1937, 1937-1938, 1939-1940, 1940-1941, 1941-1942